# اویبولاتوو
اویبولاتوو (انگلیسی: Uybulatovo) یک شهرک در شهرستان چکماگوشفسکی استان باشقیرستان کشور روسیه است.